# Batalha da Ilha Ramree
A Batalha da Ilha Ramree (conhecida no começo como “Operação Matador”) foi um confronto que durou entre 14 janeiro e 22 fevereiro de 1945, durante a Segunda Guerra Mundial, como parte da ofensiva do Exército britânico e da Marinha Real com a ajuda do Exército Britânico Indiano (Sua colônia e aliada na época) na ilha Ramree, que fica no norte da cidade de Rangoon, na Antiga Birmânia (atual Myanmar), na Baía de Bengala, com o intuito de tomar a Ilha e acabar com o domínio japonês no local.
Há relatos de soldados japoneses sendo comidos por crocodilos de água salgada que viviam nos manguezais do interior. Dos 1000 soldados que entraram no pântano, somente 20 sobreviveram. O Guinness Book classificou o episódio como “o pior desastre de crocodilo do mundo” e “o maior número de fatalidades em um ataque de crocodilos”, mas os cientistas e historiadores acham isso improvável.

## Introdução

### Começo
A invasão começou com a Operação Matador, um assalto anfíbio para capturar o porto estratégico de Kyaukpyu, no sul de Akyab (atual Sittwe). Com a invasão sendo bem sucedida, a 26ª Divisão de Infantaria Indiana (do Major General Henry Chambers) ordenou um ataque à Ilha Ramree, 112 km (70 mi) ao sul, a ilha tendo 80 km (50 mi) de comprimento e 32 km (20 mi) de largura, plano e um local óbvio para campos de aviação. Um plano estava pronto em 2 de janeiro, quando ficou claro que o avanço do Décimo Quarto Exército (Tenente-General William Slim) logo ultrapassaria o alcance de suas bases aéreas em Imphal e Agartala; substituições em Chittagong, Akyab e Ramree seriam necessárias. Em 14 de janeiro, a 26ª Divisão Indiana foi condenada a atacar Ramree em 21 de janeiro, enquanto um destacamento da Marinha Real da 3ª Brigada de Comando ocupava a Ilha de Cheduba.
A guarnição japonesa de Ramree consistia no II Batalhão, 121º Regimento de Infantaria ao comando do Coronel Kanichi Nagazawa, parte da 54ª Divisão, com destacamentos de artilharia e engenheiros para atuar como uma força independente.

## Preparação

### Forças britânicas
A força de invasão foi liderada por três Comandantes de Assalto Conjunto, Capitão Bush RN, Major-General Cyril Lomax e Comandante de Ala H. Smith. O reconhecimento realizado em 14 de janeiro de 1945, descobriu que as forças japonesas estavam colocando artilharia em cavernas com vista para as praias de desembarque em Ramree e a Marinha Real atribuiu o navio de guerra HMS Queen Elizabeth, o porta-aviões de escolta HMS Ameer, o cruzador leve HMS Phoebe, os destróieres Rapid, Napier, Norman e Pathfinder, com os saveiros Flamingo e HMIS Kistna.
O grande número de navios pretendia fornecer mais poder de fogo em apoio à força de desembarque. Em 21 de janeiro, uma hora antes da aterrissagem da 71ª Brigada de Infantaria Indiana (Brigadeiro RC Cotterell-Hill), o Queen Elizabeth abriu fogo com 69 disparos de 15 pol. (380 mm) -shell da bateria principal, a queda do tiro sendo observada por aviões Ameer. Phoebe também se juntou ao bombardeio, junto com o Consolidated B-24 Liberators, o norte-americano B-25 Mitchells e o Republic P-47 Thunderbolts do 224 Grupo Royal Air Force (RAF), sob o comando do QG RAF de Bengala e Burma, que metralhou e bombardeou as praias.

## Batalha

### Kyaukpyu
As tropas de assalto foram ligeiramente atrasadas quando uma lancha a motor e uma embarcação de desembarque atingiram as minas, mas pousaram sem oposição nas praias a oeste de Kyaukpyu às 9h42 da manhã, protegendo a cabeça de praia à tarde.
No dia seguinte, a 4ª Brigada de Infantaria Indiana (do brigadeiro J. F. R. Forman) pousou, assumiu a cabeça de praia e ocupou Kyaukpyu e, em 23 de janeiro, enquanto a 71ª Brigada de Infantaria avançou para o sul, descendo a costa oeste.

### Trilha até Ramree
Dois dias depois, Mayin foi ocupada e as tropas chegaram a Yanbauk Chaung no dia seguinte. A resistência na perseguição das tropas do II Batalhão, 121º Regimento, aumentou e, em 31 de janeiro, a 71ª Brigada foi ordenada a se mover para o interior, ao nordeste em direção a Sane, depois seguir para o sul em direção à ilha de Ramree. A 4ª Brigada deveriam manter os defensores de Yanbauk Chaung sob pressão e fazer um acompanhamento rigoroso caso eles se retirassem.
Em 26 de janeiro, na Operação Sankey, uma força da Marinha Real desembarcou na ilha de Cheduba, à cerca de 10 km da costa sudoeste da Ilha de Ramree, e a encontrou desocupada. Em Ramree, a guarnição japonesa resistiu com força, mas dia 1º de fevereiro, a 71ª Brigada de Infantaria Indiana alcançou Sane e partes da 36ª Brigada de Infantaria Indiana, da reserva, tomaram a Ilha Sagu Kuyun e substituíram os fuzileiros navais na Ilha Cheduba.

### Fuga japonesa ao pântano
Quando os britânicos atacaram uma fortaleza japonesa, os 900 defensores abandonaram a base e marcharam para se juntar a um batalhão com maior de soldados japoneses em toda a ilha. A rota levou os japoneses por 16 km (9,9 milhas) de manguezal e enquanto eles lutavam por ele, os britânicos cercaram a área. Presos em terras profundas repletas de lama, doenças tropicais logo começaram a afligir os soldados, assim como escorpiões, mosquitos tropicais e crocodilos de água salgada.
Em 7 de fevereiro, a 71ª Brigada de Infantaria Indiana e tanques de apoio chegaram à cidade de Ramree e encontraram resistência japonesa determinada. A 4ª Brigada de Infantaria Indiana avançou para Ledaung Chaung e então se moveu para o leste para reforçar o ataque; a cidade foi tomada dia 9 de fevereiro. A marinha e a 26ª Divisão de Infantaria Indiana se concentraram em bloquear os chaungs (pequenos riachos) na costa leste para evitar que os japoneses fugissem para o continente. 
Um ataque aéreo japonês no dia 11 de fevereiro danificou gravemente um destróier causando um quase acidente e quarenta pequenas embarcações foram enviadas pelos por outras tropas japoneses do continente, para resgatar os sobreviventes da guarnição.

### Conclusão
A resistência japonesa na ilha terminou em 17 de fevereiro e o bloqueio aliado foi mantido até 22 de fevereiro, com os britânicos afundando muitas das embarcações de resgate que chegavam, além das muitas baixas que as tropas japonesas sofreram nos manguezais. Cerca de 500 soldados conseguiram escapar. A Ilha Cheduba não foi protegida e a 22ª Brigada da África Oriental foi enviada para manter a Ilha Ramree.

## Análise do combate
Demorou até 16 de abril para o aeródromo ser usado para saídas de transporte, tendo o Akyab sendo usado em 1° de abril. Foi vital completar a ocupação da Ilha Ramree rapidamente, já que a Operação Drácula contra Rangoon precisava começar na primeira semana de maio, o mais tardar, para ter uma chance de terminar antes das monções. A experiência de cooperação entre a 26ª Divisão Indiana e a marinha na guerra de chaungs e pequenos portos ao longo da costa de Arakan foi planejada para ser explorada no ataque.
Uma estimativa coloca o apoio dos tiros navais de 4 de janeiro à 13 de março para as operações terrestres em Akyab, Ramree e Cheduba em 23.000 projéteis usados. A marinha também transportou 54.000 homens, 1.000 veículos, 14.000 toneladas longas de provisões e 800 animais. 

## Desfecho e relatos

### Relato sobre o ataque de crocodilos
Na madrugada de 19 de fevereiro, uma patrulha britânica em ronda pelas margens pantanosas, ouviu vociferações de pânico, terríveis gritos de agonia e disparos ininterruptos armas de fogo vindos da imensidão escura e sinistra do manguezal. Posteriormente, o naturalista Bruce Stanley Wright, um dos soldados que participou da batalha e que estava em serviço naquela noite, incluiria relatos assustadores da carnificina em seu livro, que afirmaram que a grande quantidade de crocodilos de água salgada nativa dos manguezais da Ilha Ramree, devoraram a maioria das forças japonesas que ficaram presas no pântano. Wright deu uma descrição em Wildlife Sketches, Near and Far (1962), referenciados pelo escritor Frank McLynn: 
| “              | Aquela noite (de 19 de fevereiro de 1945) foi a mais horrível que qualquer membro das tripulações da M. L. (lancha a motor) já experimentou. Os disparos de rifle espalhados no pântano escuro como breu perfurados pelos gritos de homens feridos esmagados nas mandíbulas de enormes répteis, e o som turvo e preocupante de crocodilos girando criaram uma cacofonia do inferno que raramente foi duplicada na terra. Ao amanhecer, os abutres chegaram para limpar o que os crocodilos haviam deixado [...]. Dos cerca de 1000 soldados japoneses que entraram nos pântanos de Ramree, apenas cerca de 20 foram encontrados vivos | ” |
| — Bruce Wright | |   |

Se Wright estivesse correto, os ataques de crocodilos da Ilha Ramree teriam sido os pior registrados na história. A British Burma Star Association, parece dar crédito às histórias de ataque ao pântano, mas parece ter uma distinção entre os 20 sobreviventes japoneses de um ataque e os 900 japoneses que foram deixados para se defenderem sozinhos no pântano. Em suas memórias, An Odyssey in War and Peace, o Tenente-General J.F.R. Jacob contou suas experiências durante a batalha:
| “                | Mais de 1000 soldados da guarnição japonesa recuaram para os manguezais infestados de crocodilos. Entramos com barcos e intérpretes usando alto-falantes pedindo-lhes que saíssem. Nem um só fez. Crocodilos de água salgada, alguns deles com mais de 6 metros de comprimento, frequentavam essas águas. Não é difícil imaginar o que aconteceu aos japoneses que se refugiaram nos manguezais! | ” |
| — J. F. R. Jacob | |   |

Dos 1.000 soldados que entraram no pântano na Ilha Ramree, apenas 480 sobreviveram. No entanto, as estimativas do número de mortos variam. A única informação que os britânicos sabem com certeza é que 20 homens saíram vivos do pântano tendo sido capturados. Os sobreviventes japoneses contaram aos seus captores sobre os crocodilos. Mas o número de soldados que morreram devorados pelos crocodilos é incerto, por ninguém saber quantos morreram por desidratação, doença ou fome.